# Constâncio Deschamps Cavalcanti
Constâncio Deschamps Cavalcanti (* 1. November 1872; † 7. Dezember 1957) war ein brasilianischer Generalmajor.

## Leben
Bittencourt absolvierte eine Offiziersausbildung im Heer (Exército Brasileiro) der Streitkräfte (Forças Armadas do Brasil) und fand im Anschluss verschiedene Verwendungen als Offizier sowie Stabsoffizier. Als Nachfolger von Brigadegeneral Gil Antônio Dias de Almeida wurde er am 5. Mai 1928 Kommandant der Militärschule Realengo (Escola Militar do Realengo) und bekleidete diesen Posten bis zum 12. November 1930, woraufhin Brigadegeneral José Vitoriano Aranha da Silva sein Nachfolger wurde. Er selbst übernahm anschließend zwischen 1930 und 1932 die Funktion als Leiter der Militärischen Personalabteilung im Distrito Federal do Brasil in Rio de Janeiro und war danach von 1933 bis 1934 Kommandeur der 4. Militärregion (4.ª Região Militar). Im Anschluss war er von 1935 bis 1936 Generalinspekteur der 2. Gruppe der Militärregionen sowie 1937 Generalinspekteur der 1. Gruppe der Militärregionen. Zuletzt wurde er am 7. März 1938 Mitglied des Obersten Militärtribunals (Superior Tribunal Militar), dem er bis zum 11. November 1940 angehörte.

## Weblink
- Eintrag in Generals.dk

| Personendaten    | Personendaten                    |
| ---------------- | -------------------------------- |
| NAME             | Cavalcanti, Constâncio Deschamps |
| KURZBESCHREIBUNG | brasilianischer Generalmajor     |
| GEBURTSDATUM     | 1. November 1872                 |
| STERBEDATUM      | 7. Dezember 1957                 |